# 65541 Kasbek
65541 Kasbek este un asteroid din centura principală de asteroizi.

## Descriere
65541 Kasbek este un asteroid din centura principală de asteroizi. A fost descoperit pe 17 octombrie 1960 la Observatorul Palomar de Cornelis Johannes van Houten, Ingrid van Houten-Groeneveld și Tom Gehrels. Asteroidul prezintă o orbită caracterizată de o semiaxă mare de 3,20 ua, o excentricitate de 0,35 și o înclinație de 6,5° în raport cu ecliptica.